# Beaumé
Pour les articles homonymes, voir Beaume.
Beaumé est une commune française située dans le département de l'Aisne en région Hauts-de-France.

## Géographie

### Localisation
Beaumé est un village bâti sur le bord du ruisseau de l'étang Polliart.

### Hydrographie
La commune est située dans le bassin Seine-Normandie. Elle est drainée par le Goujon, le cours d'eau 01 de la commune de Beaumé, le cours d'eau 01 de l'Ermitage, le cours d'eau 02 de la commune de Beaumé, le cours d'eau 02 de la commune de Besmont, le cours d'eau 03 de la commune de Beaumé, le fossé de la Courte Soupe, le ruisseau de l'étang Polliart et le ruisseau du Bois Carbonnet,,.
Le Goujon, d'une longueur de 13 km, prend sa source dans la commune de Aubenton et se jette  dans le Ton à Martigny, après avoir traversé cinq communes.

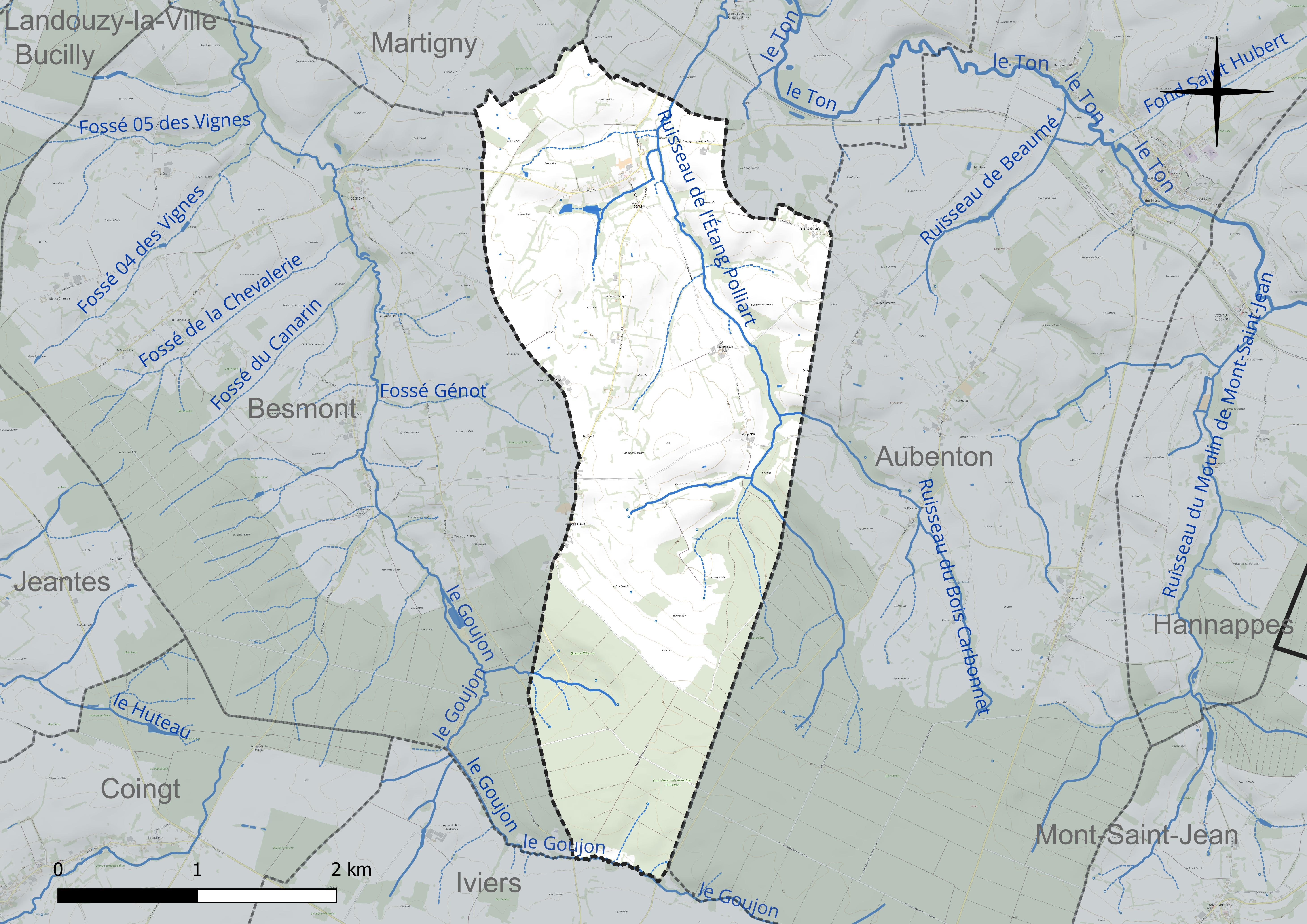
Réseau hydrographique de Beaumé.

### Climat
Pour des articles plus généraux, voir Climat des Hauts-de-France et Climat de l'Aisne.
En 2010, le climat de la commune est de type climat des marges montargnardes, selon une étude du CNRS s'appuyant sur une série de données couvrant la période 1971-2000. En 2020, Météo-France publie une typologie des climats de la France métropolitaine dans laquelle la commune est exposée à un climat océanique altéré et est dans la région climatique Nord-est du bassin Parisien, caractérisée par un ensoleillement médiocre, une pluviométrie moyenne régulièrement répartie au cours de l'année et un hiver froid (3 °C).
Pour la période 1971-2000, la température annuelle moyenne est de 9,7 °C, avec  une amplitude thermique annuelle de 15,4 °C. Le cumul annuel moyen de précipitations est de 899 mm, avec 12,9 jours de précipitations en janvier et 9,8 jours en juillet. Pour la période 1991-2020 la température moyenne annuelle observée sur la station météorologique la plus proche, située sur la commune de Fontaine-lès-Vervins à 18 km à vol d'oiseau, est de 10,5 °C et le cumul annuel moyen de précipitations est de 826,3 mm,. Pour l'avenir, les paramètres climatiques de la commune estimés pour 2050 selon différents scénarios d'émission de gaz à effet de serre sont consultables sur un site dédié publié par Météo-France en novembre 2022.

## Urbanisme

### Typologie
Au 1er janvier 2024, Beaumé est catégorisée commune rurale à habitat très dispersé, selon la nouvelle grille communale de densité à 7 niveaux définie par l'Insee en 2022.
Elle est située hors unité urbaine. Par ailleurs la commune fait partie de l'aire d'attraction d'Hirson, dont elle est une commune de la couronne,. Cette aire, qui regroupe 26 communes, est catégorisée dans les aires de moins de 50 000 habitants,.

### Occupation des sols
L'occupation des sols de la commune, telle qu'elle ressort de la base de données européenne d'occupation biophysique des sols Corine Land Cover (CLC), est marquée par l'importance des territoires agricoles (71,8 % en 2018), une proportion identique à celle de 1990 (71,8 %). La répartition détaillée en 2018 est la suivante : 
prairies (40,3 %), forêts (26,2 %), zones agricoles hétérogènes (20 %), terres arables (11,6 %), milieux à végétation arbustive et/ou herbacée (2 %).
L'évolution de l'occupation des sols de la commune et de ses infrastructures peut être observée sur les différentes représentations cartographiques du territoire : la carte de Cassini (XVIIIe siècle), la carte d'état-major (1820-1866) et les cartes ou photos aériennes de l'IGN pour la période actuelle (1950 à aujourd'hui).

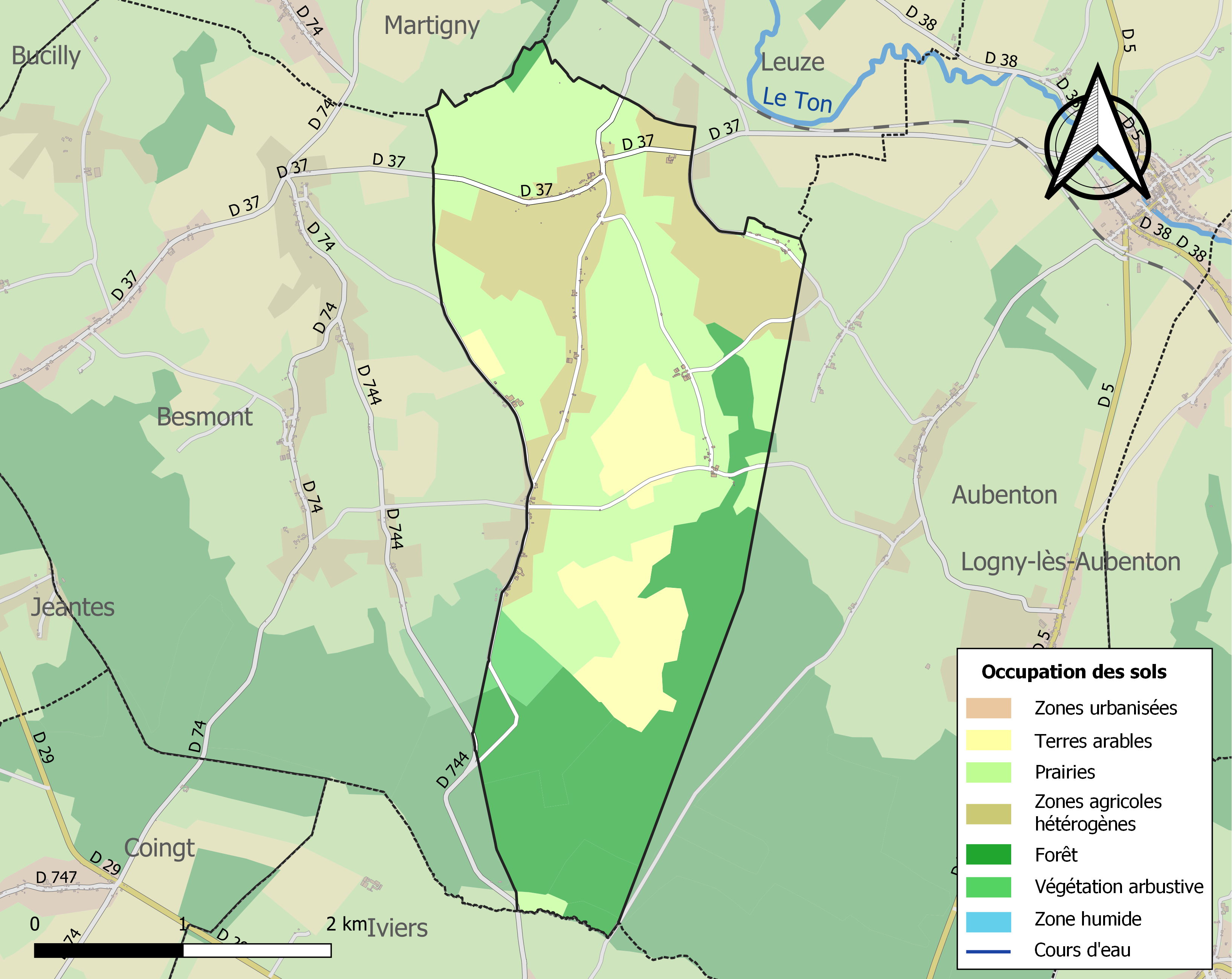
Carte des infrastructures et de l'occupation des sols de la commune en 2018 (CLC).

## Toponymie

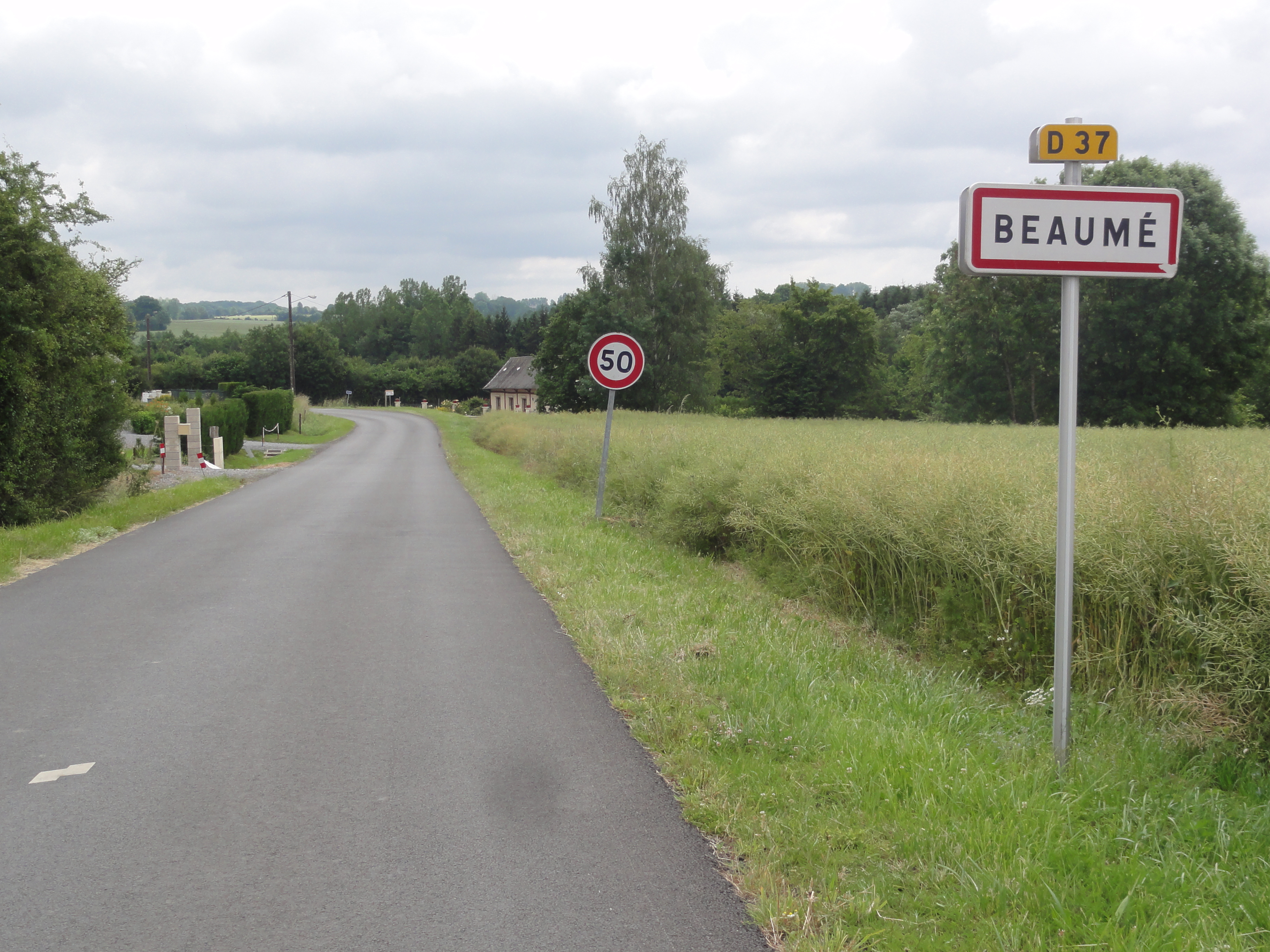
Entrée de Beaumé.

Le nom de la localité est attesté sous les formes Biaumes (1189) ; Beaumes (1318) ; Biaumez (1326) ; Byaumes (1383) ; Beaumet (1568) ; Beaulmay (1612) ; Beaulmez (1685).
Beaumé représente la variation de baume, issu du terme pré-latin balma « grotte » nom caractéristique d'un domaine ou surnom de l'habitant d'une grotte.

## Histoire
Beaumé n'était vraisemblablement qu'une simple ferme à son origine, comme l'indique son nom : bellus mezus (belle manse ou ferme)[réf. nécessaire].
Le village dépendait autrefois de Leuze. Il ne fut établi en paroisse séparée que peu d'années avant 1780.

## Politique et administration

### Découpage territorial
La commune de Beaumé est membre de la communauté de communes des Trois Rivières (Aisne), un établissement public de coopération intercommunale (EPCI) à fiscalité propre créé le 29 décembre 1995 dont le siège est à Buire. Ce dernier est par ailleurs membre d'autres groupements intercommunaux.
Sur le plan administratif, elle est rattachée à l'arrondissement de Vervins, au département de l'Aisne et à la région Hauts-de-France. Sur le plan électoral, elle dépend du  canton d'Hirson pour l'élection des conseillers départementaux, depuis le redécoupage cantonal de 2014 entré en vigueur en 2015, et de la troisième circonscription de l'Aisne  pour les élections législatives, depuis le dernier découpage électoral de 2010.

### Administration municipale
| Période                                  | Période                       | Identité          | Étiquette | Qualité                                 |
| ---------------------------------------- | ----------------------------- | ----------------- | --------- | --------------------------------------- |
| Les données manquantes sont à compléter. |                               |                   |           |                                         |
| avant 1981                               |                               | Paul Henniaux     | PCF       | Conseiller général                      |
| Les données manquantes sont à compléter. |                               |                   |           |                                         |
| mars 2001                                | mars 2014                     | Jean-Luc Hesters  | SE        | Vétérinaire                             |
| mars 2014                                | En cours (au 20 juillet 2020) | Bernard Derumigny | SE        | Retraité Réélu pour le mandat 2020-2026 |

## Population et société

### Démographie
L'évolution du nombre d'habitants est connue à travers les recensements de la population effectués dans la commune depuis 1793. Pour les communes de moins de 10 000 habitants, une enquête de recensement portant sur toute la population est réalisée tous les cinq ans, les populations de référence des années intermédiaires étant quant à elles estimées par interpolation ou extrapolation. Pour la commune, le premier recensement exhaustif entrant dans le cadre du nouveau dispositif a été réalisé en 2008.

En 2022, la commune comptait 84 habitants, en évolution de −11,58 % par rapport à 2016 (Aisne : −1,97 %, France hors Mayotte : +2,11 %).
| 1793 | 1800 | 1806 | 1821 | 1831 | 1836 | 1841 | 1846 | 1851 |
| ---- | ---- | ---- | ---- | ---- | ---- | ---- | ---- | ---- |
| 208  | 355  | 375  | 415  | 449  | 450  | 477  | 502  | 477  |

| 1856 | 1861 | 1866 | 1872 | 1876 | 1881 | 1886 | 1891 | 1896 |
| ---- | ---- | ---- | ---- | ---- | ---- | ---- | ---- | ---- |
| 477  | 464  | 460  | 456  | 429  | 393  | 365  | 336  | 313  |

| 1901 | 1906 | 1911 | 1921 | 1926 | 1931 | 1936 | 1946 | 1954 |
| ---- | ---- | ---- | ---- | ---- | ---- | ---- | ---- | ---- |
| 311  | 304  | 286  | 248  | 239  | 207  | 198  | 185  | 187  |

| 1962 | 1968 | 1975 | 1982 | 1990 | 1999 | 2006 | 2008 | 2013 |
| ---- | ---- | ---- | ---- | ---- | ---- | ---- | ---- | ---- |
| 161  | 145  | 112  | 123  | 113  | 118  | 102  | 98   | 99   |

| 2018 | 2022 | - | - | - | - | - | - | - |
| ---- | ---- | - | - | - | - | - | - | - |
| 89   | 84   | - | - | - | - | - | - | - |

## Culture locale et patrimoine

### Lieux et monuments
- Église Saint-Nicolas de Beaumé.

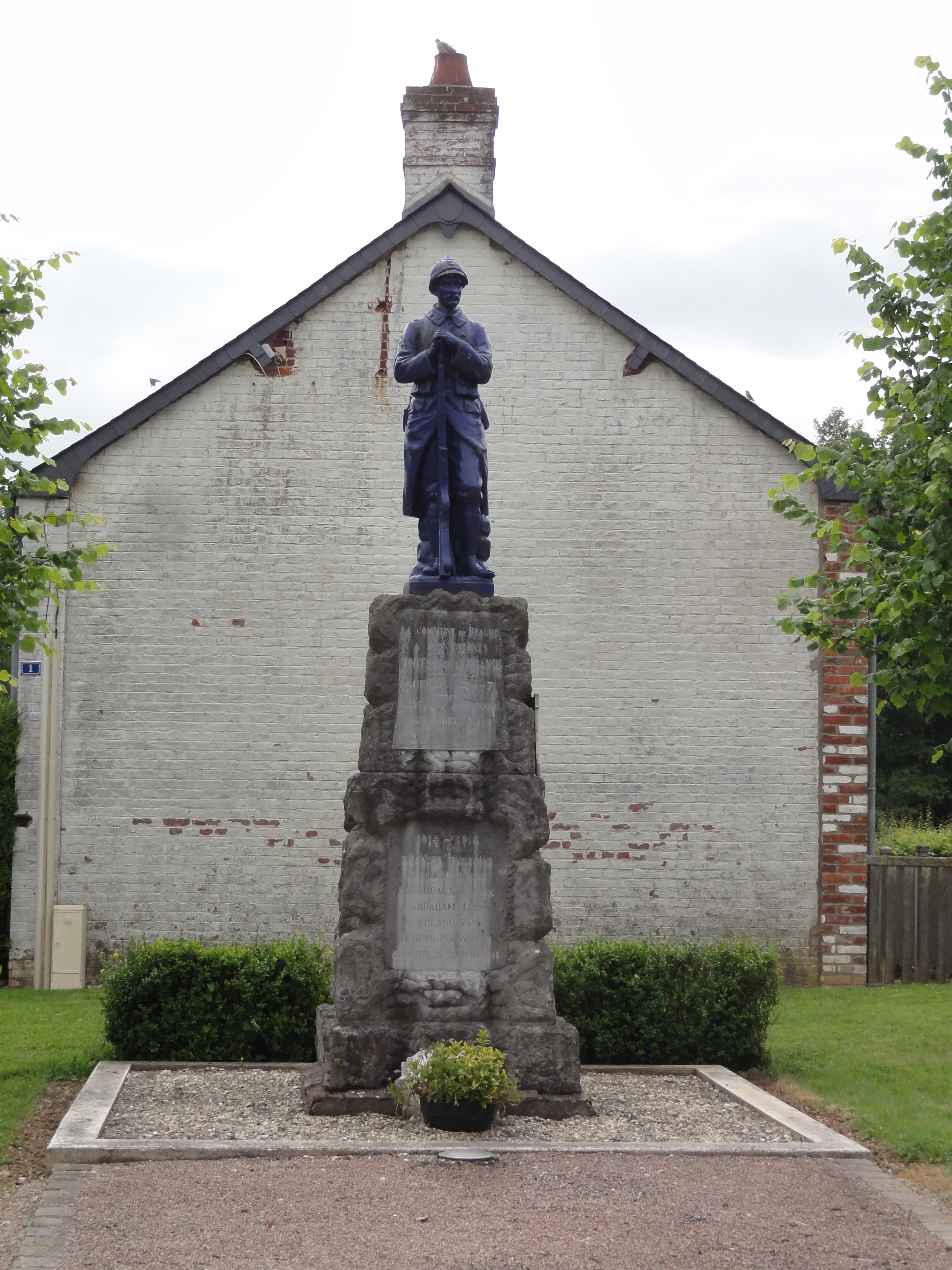
Monument aux morts.
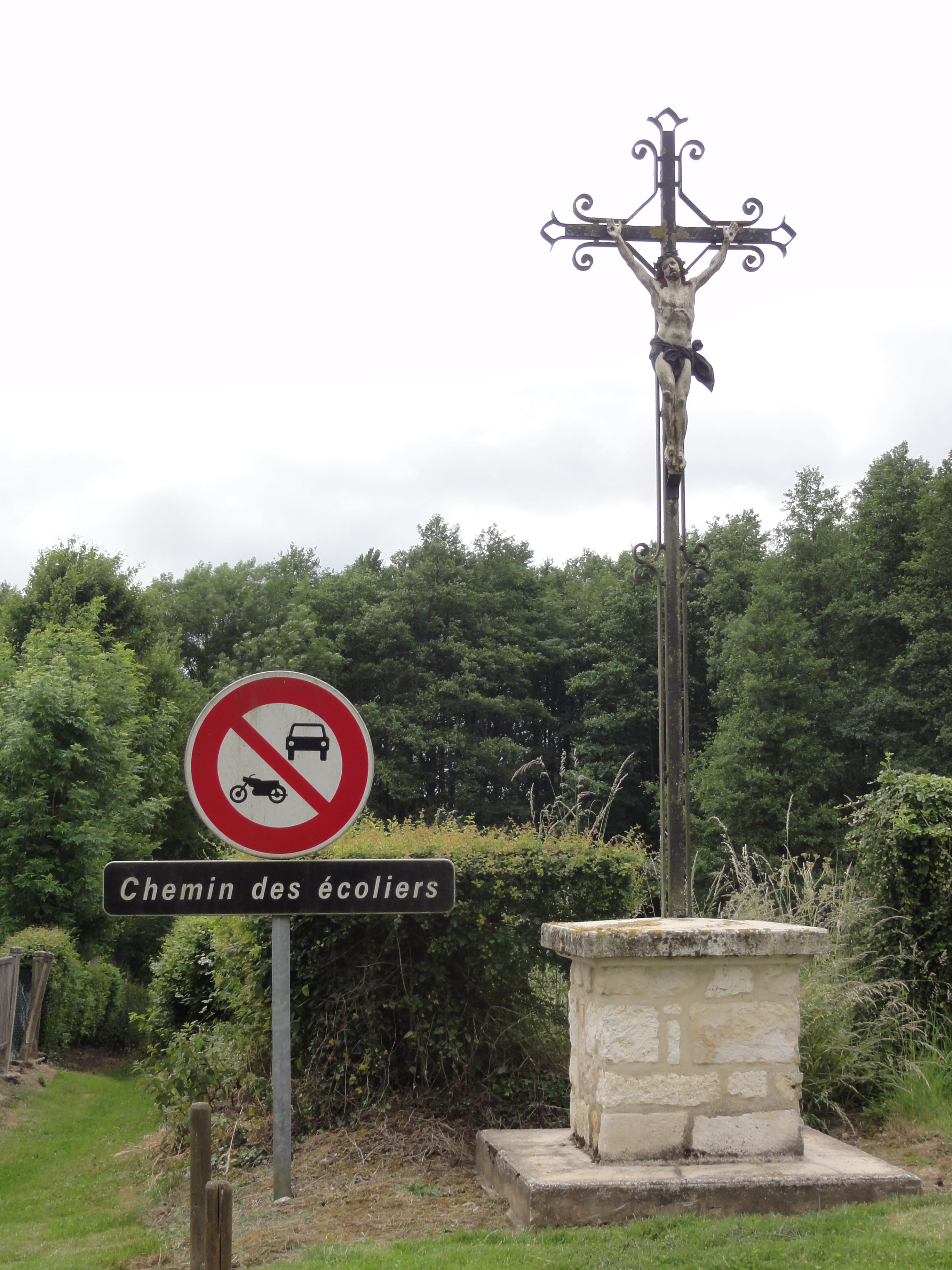
Croix du chemin des Écoliers.

### Personnalités liées à la commune

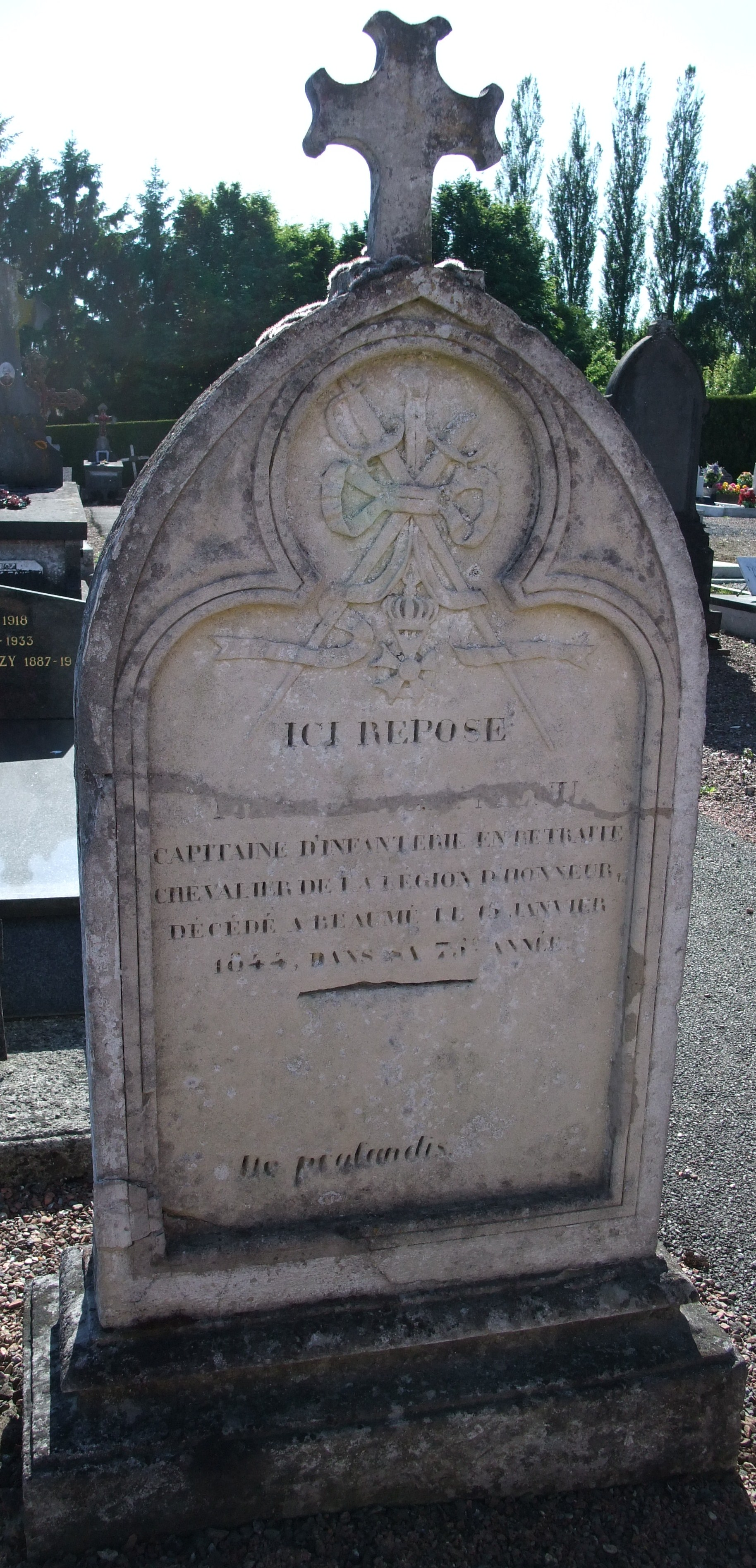
Tombeau de Pierre Antoine Menu (1769 - 1844).

- Pierre Antoine Menu (1769 - 1844), capitaine au 84e régiment d'infanterie de ligne, Chevalier de la Légion d'honneur[32], natif d'Archon.

## Pour approfondir